# جنید حسین
جنید حسین (به انگلیسی: Junaid Hussain) (زاده ح. ۱۹۹۴ - درگذشته ۲۶ اوت ۲۰۱۵) هکر معروف داعش شهروند بریتانیا بود که در در نزدیکی شهر رقه در سوریه به سر می‌برد و در روز سه شنبه ۲۶ اوت ۲۰۱۵ در حمله یک هواپیمای بدون سرنشین آمریکایی به اتومبیلش کشته شد.
جنید، در سال ۲۰۱۲ و پس از هک کردن ایمیل تونی بلر، و دستیابی به برخی شمار تلفن‌های ویژه این کشور مجرم شناخته شد و برای مدتی در زندان به سر برد.
وی در شهر بیرمنگام زندگی می‌کرد و در سال ۲۰۱۳ میلادی به سوریه فرار کرد.